# David Bradley
David John Bradley (* 17. dubna 1942) je anglický herec. Mezi jeho nejznámější role patří role Arguse Filche v sérii Harry Potter a role Waldera Freye v sérii stanice HBO Hra o trůny. Přesto je také zasloužilým divadelním hercem, získal například ocenění Laurence Olivier Award za svou roli v produkci Krále Leara.
Další herecké zásluhy má například  v sérii BBC Naši přátelé na severu, sérii ITV Broadchurch (za kterou získal v roce 2014 Televizní cenu britské akademie za nejlepší herecký výkon ve vedlejší roli, sérii FX The Strain, a ve filmech Jednotka příliš rychlého nasazení a Kapitán America: První Avenger. V roce 2013 Bradley ztvárnil Williama Hartnella, herce, který hrál Prvního doktora, v dramatu Doctor Who - An Adventure in Space and Time.

## Mládí
Bradley se narodil v Yorku, kde navštěvoval katolickou školu sv. Jiřího, kde byl také členem sboru. Jeho první vystoupení na pódiu bylo v muzikálové produkci jako člena mládežnického klubu, společně s Rowntree Youth Theatre. Po skončení školy absolvoval pětileté učení zabývající se optickými nástroji u firmy Cooke, Troughton & Simms a u této firmy zůstal až do roku 1966, kdy se přestěhoval do Londýna, aby studoval herectví na Královské akademii dramatických umění.

## Kariéra
Bradley se připojil ke Královské Shakespearovské společnosti a na začátku 70. let vystupoval se společností Národního divadla Laurence Oliviera. V roce 1971 se poprvé objevil v televizi jako policejní důstojník v úspěšné komedii Nearest and Dearest. V roce 1991 získal ocenění Laurence Oliviera za vedlejší roli v Králi Learovi v Královském národním divadle. V roce 1997 se objevil v Královském národním divadle v produkci The Homecoming, stejně jako v produkci The Caretaker v Sheffieldově divadle a mezi lety 2006 a 2007 v divadle Tricycle.
V roce 1996 hrál Bradley smyšleného člena Parlamentu Eddieho Wellse a vyhrál cenu za roli v sérii stanice BBC Two Our Friends in the North. V tomtéž roce se objevil jako gangster Alf Black v Band of Gold. V roce 1998 se objevil v adaptaci BBC Jarmark marnosti v roli lakomého Sira Pitta Crawleyho, a v Náš vzájemný přítel jako darebný Rogue Riderhood. Další televizní role zahrnují sérii The Way We Live Now z roku 2001, režírovanou Davidem Yatesem, který s Bradleym pracoval také o pět let později na filmech o Harrym Potterovi.
Mezi lety 2002 a 2004 hrál Bradley jako Jake v komediální sérii BBC Wild West. Bradley také hrál v roce 2004 v hudebním dramatu Blackpool na BBC One. V roce 2005 se objevil v BBC dramatu Mr. Harvey Lights a Candle, v němž hrál halasného učitele autoškoly, který svoje neovladatelné žáky bere na výlet do katedrály v Salisbury, a v roce 2006 také v dramatu Sweeney Todd. V tomtéž role měl malou roli v sérii Taggart. V roce 2003 hrál Toma ve Vraždách v Midsomeru v epizodě „Zelený muž“. Jako gangster Stemroach se objevil v komediální sérii BBC Ideal a jako Electric v Thieves Like Us, stejně jako v sérii True Dare Kiss v letech 2007–2008.

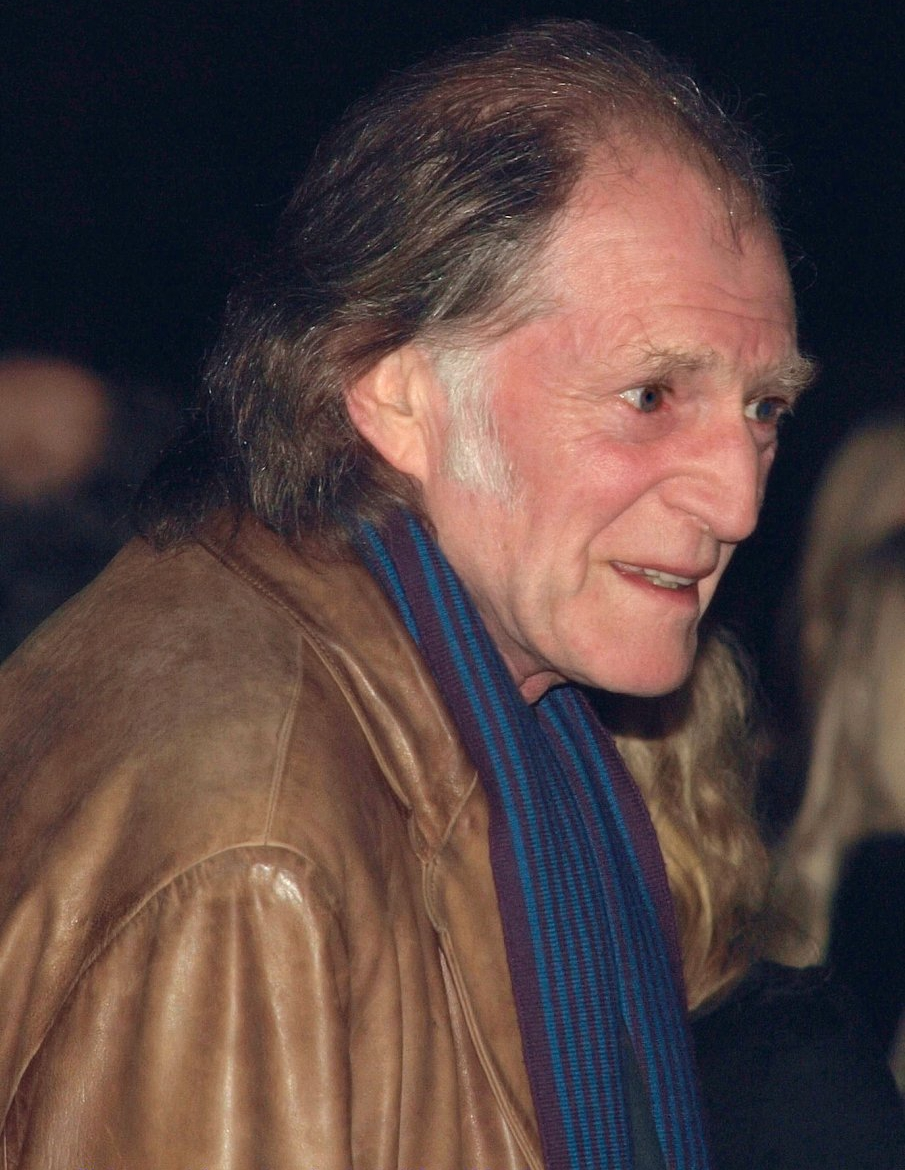
Bradley na premiéře filmu Harry Brown v roce 2009.

V roce 2002 se objevil ve filmu Nicholase Nicklebyho, a v roce 2007 v malé roli v komedii Jednotka příliš rychlého nasazení, kde hrál farmáře, jež nelegálně zadržuje zbraně. Hrál Barbara Cohena v adaptaci Sky One ve filmu Barva kouzel z roku 2008. V tom samém roce se objevil jako Spooner v produkci No Man's Land u divadla Gate, které se později změnilo v London's West End.
V roce 2009 se Bradley objevil jako zastánce práv zvířat v populárním dramatu BBC Ashes to Ashes,  a v sérii BBC The Street. Bradley ztvárnil Willa Somerse, blázna u soudu Jindřicha VIII. v epizodě Showtime seriálu Tudorovci z roku 2009. V roce 2010 se objevil ve filmu Another Year, za něž získal nominaci za vedlejší roli z London Film Critics Circle Awards. V roce 2011 a poté znovu v roce 2013 se Bradley objevil jako Lord Walder Frey v sérii HBO Hra o trůny.
V roce 2012 hrál Bradley Solomona, nemilosrdného korzára v epizodě seriálu Doctor Who s názvem „Dinosaurs on a Spaceship“. Svůj hlas poskytl The Sarah Jane Adventures seriálu Death of the Doctor. V lednu roku 2013 bylo oznámeno, že byl obsazen jako William Hartnell v An Adventure in Space and Time, v dokumentárním dramatu BBC o vzniku Doktora Who v roce 1963. 
Od roku 2014 Bradley hraje profesora Abrahama Setrakiana, který přežil holokaust, kde byl přeměněn v lovce upírů v televizní sérii The Strain. Jeho hlas také dostane Lord High Admiral Suvarov v počítačové hře The Mandate.
V roce 2015 se Bradley stal veřejným stoupencem Chapel Lane Theatre Company založené ve Stratfordu nad Avonou, UK.

## Osobní život
Bradley je předsedou Second Thoughts Drama Group, která vystupuje po Stratford nad Avonou. Je vášnivým fanouškem Aston Villa a York City. 17. července 2012 mu byl udělen čestný doktorát univerzity ve Warwicku. 22. listopadu 2014 přijal roli ve videu vzdávajícímu hold Astonu Villovi při výročí 140. narozenin klubu.

## TV a filmografie
| Rok        | Název                                  | Role                        | Poznámky                                                                                       |
| ---------- | -------------------------------------- | --------------------------- | ---------------------------------------------------------------------------------------------- |
| 1971       | A Family at War                        | Colin Woodcock              | televize                                                                                       |
| 1987       | Nastražte uši                          | Undertaker                  |                                                                                                |
| 1992       | Between the Lines                      | Sgt. Harry Ross             | Televize – epizoda „Lies and Damned Lies“                                                      |
| 1992       | Screenplay                             | Mr Preach                   | Televize – epizoda „Bad Girl“                                                                  |
| 1994       | Martin Chuzzlewit                      | David Crimple               | Televize minisérie                                                                             |
| 1994       | Performance                            | Barnadine                   | Televize – epizoda „Measure for Measure“                                                       |
| 1994       | Screen Two                             | Ředitel                     | Televize – epizoda „Criminal“                                                                  |
| 1995       | Casualty                               | Stanmore                    | Televize – epizoda „Hit & Run“                                                                 |
| 1995       | The Vet                                | Dick Sims                   | Televize – epizoda „Relative Vaules“                                                           |
| 1996       | In Your Dreams                         | Tutor                       | Televize                                                                                       |
| 1996       | Wycliffe                               | Joe Mawnan                  | Televize – epizoda „Total Loss“                                                                |
| 1996       | Zlatá klec                             | Alf Black                   | Televize – epizoda „Hustling“                                                                  |
| 1996       | Our Friends in the North               | Eddie Wells                 | Televize                                                                                       |
| 1996       | A Touch of Frost                       | Les James                   | Televize – epizoda „Unknown Soldiers“                                                          |
| 1997       | Reckless                               | Arnold Springer             | Televize minisérie                                                                             |
| 1997       | The Moth                               | Dave Waters                 | Televizní film – adaptace románu Catherine Cooksonové                                          |
| 1998       | Our Mutual Friend                      | Rogue Riderhood             | Televizní minisérie                                                                            |
| 1998       | Tom's Midnight Garden                  | Abel                        |                                                                                                |
| 1998       | Left Luggage                           | Concierge                   |                                                                                                |
| 1998       | Vanity Fair                            | Sir Pitt Crawley            | Televize minisérie                                                                             |
| 2000       | Král je živ                            | Henry                       |                                                                                                |
| 2001       | The Way We Live Now                    | Mr. Broune                  | Televize minisérie                                                                             |
| 2001       | Harry Potter a Kámen mudrců            | Argus Filch                 |                                                                                                |
| 2001       | Gabriel and Me                         | Granddad                    |                                                                                                |
| 2001       | Blow Dry                               | Noah Thwaite                |                                                                                                |
| 2002       | Tohle není romance                     | Mr Bellamy                  |                                                                                                |
| 2002       | Nicholas Nickleby                      | Nigel Bray                  |                                                                                                |
| 2002       | Wild West                              | Jake                        | Televizní seriál                                                                               |
| 2002       | Harry Potter a Tajemná komnata         | Argus Filch                 |                                                                                                |
| 2003       | Midsomer Murders                       | The Green Man               | Televizní seriál 7. řada, ep.1 The Green Man                                                   |
| 2004       | Harry Potter a Vězeň z Azkabanu        | Argus Filch                 |                                                                                                |
| 2004       | Exorcist: The Beginning                | Father Gionetti             |                                                                                                |
| 2005       | Harry Potter a Ohnivý pohár            | Argus Filch                 |                                                                                                |
| 2006       | Lycanthropy                            | Club owner                  |                                                                                                |
| 2006       | Ideal                                  | Stemroach                   | Televizní seriál                                                                               |
| 2007       | Jednotka příliš rychlého nasazení      | Arthur Webley               |                                                                                                |
| 2007       | Harry Potter a Fénixův řád             | Argus Filch                 |                                                                                                |
| 2008       | I Know You Know                        | Mr. Fisher                  |                                                                                                |
| 2008       | The Daisy Chain                        | Sean Cryan                  |                                                                                                |
| 2008       | Barva kouzel                           | Cohen the Barbarian         |                                                                                                |
| 2009       | Harry Potter a Princ dvojí krve        | Argus Filch                 |                                                                                                |
| 2009       | Harry Brown                            | Leonard Attwell             |                                                                                                |
| 2009       | Tudorovci                              | Will Somers                 | Televizní seriál                                                                               |
| 2010       | Další rok                              | Ronnie                      |                                                                                                |
| 2010       | The Holding                            | Cooper                      |                                                                                                |
| 2010       | The Sarah Jane Adventures              | Shansheeth                  | Hlas                                                                                           |
| 2011       | Harry Potter a Relikvie smrti – část 2 | Argus Filch                 |                                                                                                |
| 2011, 2013 | Hra o trůny                            | Walder Frey                 | Televizní seriál Epizoda 1.9 – „Baelor“ Epizoda 3.9 – „Deště Kastameru“ Epizoda 3.10 – „Mhysa“ |
| 2011       | Waking the Dead                        | George Barlow               | Televizní seriál                                                                               |
| 2011       | Kapitán Amerika: První Avenger         | Tower Keeper                |                                                                                                |
| 2012       | Na věky věků                           | Brother Joseph              | TV minisérie                                                                                   |
| 2012       | Mizerná výchova                        | Ennis                       | Televizní seriál                                                                               |
| 2012–2013  | Prisoners' Wives                       | Francesca's Father          | Televizní seriál                                                                               |
| 2012       | Benidorm                               | Stan Garvey                 | Televizní seriál                                                                               |
| 2012       | Pán času                               | Solomon                     | Televizní seriál Epizoda 7.2 – „Dinosauři na vesmírné lodi“                                    |
| 2012       | Mount Pleasant                         | Charlie                     | Televizní seriál                                                                               |
| 2013       | Broadchurch                            | Jack Marshall               | Televizní seriál – vyhrál cenu Britské akademie za vedlejší roli                               |
| 2013       | An Adventure in Space and Time         | William Hartnell            | Televizní dokumentární drama – nominován na cenu Britské akademie v kategorii Drama            |
| 2013       | U konce světa                          | Basil                       |                                                                                                |
| 2014       | The Strain                             | Professor Abraham Setrakian | Televizní seriál                                                                               |
| 2014       | Silk                                   | Judge Reynolds              | Televizní seriál                                                                               |